# Microsauria
I microsauri (Microsauria) sono un ordine di anfibi estinti, conosciuti allo stato fossile solo in terreni del Carbonifero superiore e del Permiano inferiore (340 – 260 milioni di anni fa) di Nordamerica ed Europa.

## Descrizione
Estremamente diversificati, i microsauri comprendevano animali obbligatoriamente acquatici, dotati di branchie esterne anche allo stadio adulto e di canali della linea laterale, ma anche animali simili a lucertole e compiutamente terrestri. Alcune famiglie includono specie dal corpo allungato, probabilmente di abitudini fossorie. Le zampe sono sempre presenti, anche se molto ridotte, e la coda non è mai modificata come organo adatto al nuoto. Le caratteristiche dei microsauri includono un condilo occipitale molto largo e un solo osso nella serie temporale.

## Parentele
L'origine di questo gruppo è ancora sconosciuta, ma sembra che i microsauri fossero strettamente imparentati ai nectridei e agli aistopodi all'interno dei lepospondili. Tutte le caratteristiche condivise dai rappresentanti di questi gruppi, però, potrebbero essere frutto di convergenza evolutiva e delle piccole dimensioni e secondo alcuni paleontologi non indicherebbero una stretta parentela. Anche se non sono conosciute forme intermedie, si pensa che i microsauri possano essere i più probabili candidati a un'origine di due gruppi di anfibi attuali (apodi e urodeli).

## Tassonomia
```
Classe 
Amphibia

* 
Sottoclasse 
Lepospondyli

 * 
Superordine (o ordine) “Microsauria”
 Dawson, 1863 [parafiletico]
        |?- †
Odonterpeton triangulare
 Moodie, 1909b 
        |?-o †Hapsidopareiontidae
        |  |?- †
Ricnodon

        |  |-- †
Saxonerpeton

        |  `--+-- †
Hapsidopareion

        |     `-- †
Llistrofus

        |--+-- †
Utaherpeton
 
        |  |-- †
Hyloplesion

        |  `-- †
Microbrachis pelikani
 Fritsch, 1876 
        `--o †“Tuditanomorpha” 
           |?-o †Tuditanidae 
           |  |-- †
Asaphestra intermedia

           |  |-- †
Boii

           |  |-- †
Crinodon limnophyes
 (Steen, 1938) Carroll & Gaskill, 1978
           |  `--o †
Tuditanus

           |     `-- †
T. punctulatus
 Cope, 1871b
           |--o †
Ostodolepidae

           |  |?- †
Ostodolepis

           |  |-- †
Micraroter erythrogeios
 Carroll & Gaskill, 1978
           |  `-- †
Pelodosotis

           `--+--o †Pantylidae
              |  |?- †
Trachystegos
 
              |  |-- †
Pantylus cordatus

              |  `--+-- †
Stegotretus

              |     `-- †
Sparodus
 
              `--+--o †Gymnarthridae Case, 1910
                 |  |?- †
Elfridia
 
                 |  |?- †
Leiocephalikon
 
                 |  |?-o †
Pariotichus
 
                 |  |  |-- †
P. aduncus

                 |  |  `-- †
P. isolomus

                 |  `--+--o †
Euryodus

                 |     |  |-- †
E. primus

                 |     |  `-- †
E.dalyae

                 |     `--+?- †
Bolterpeton carrolli
 Anderson & Reisz, 2003 
                 |        `--o †
Cardiocephalus

                 |           |-- †
C. peabodyi
 Carroll & Gaskill, 1978
                 |           `-- †
C. sternbergi

                 `--+-- †
Rhynchonkos stovalli
 
                    |-- †
Trihecaton
 
                    `----o †Brachystelechidae 
                         |-- †
Batropetes

                         `--+-- †
Quasicaecelia

                            `-- †
Carrolla
```